# ステージドア・キャンティーン

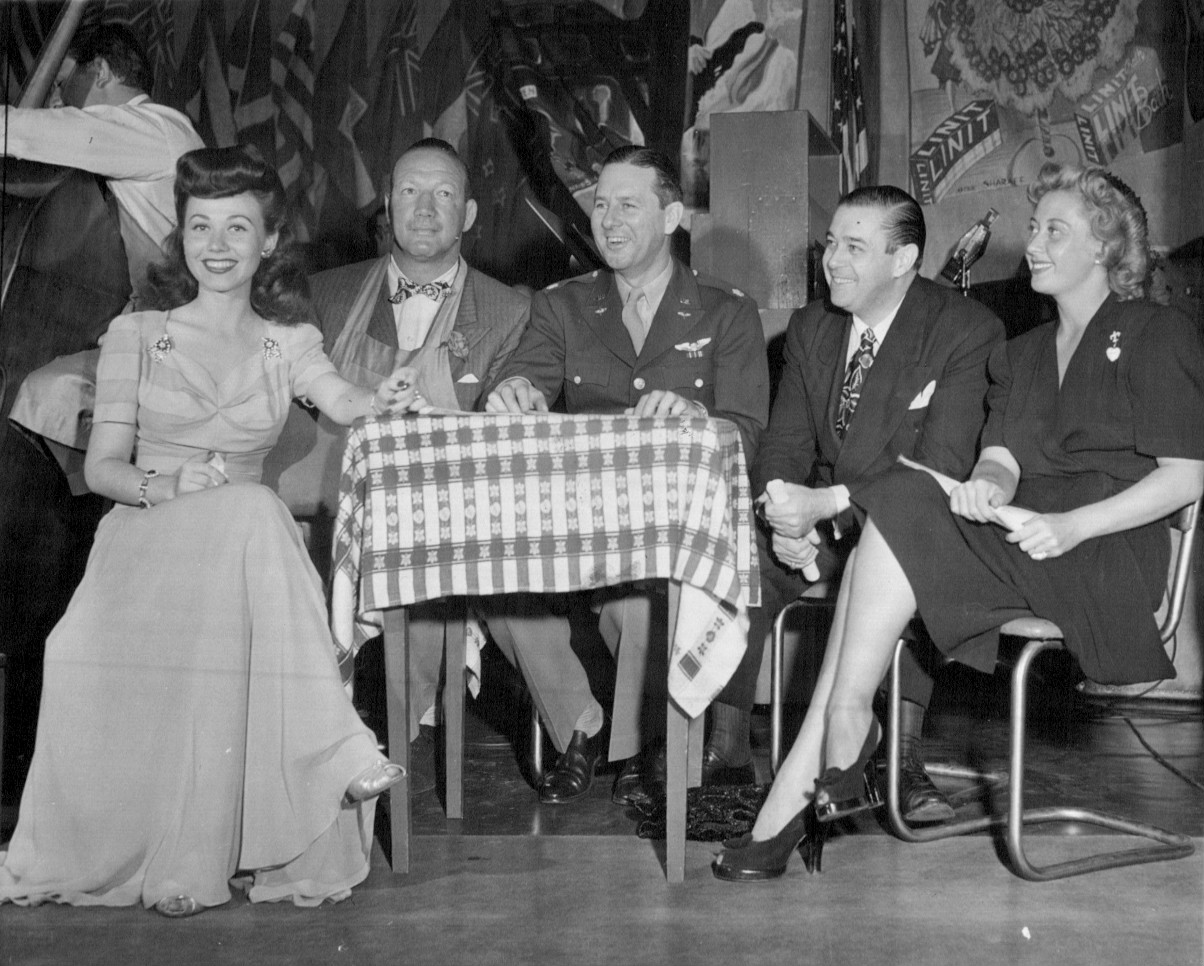
1943年、ステージドア・キャンティーンからのラジオ放送を待つコニー・ヘインズ、マキシー・ローゼンブルーム、ベン・ライオン、モートン・ダウニー、ジョーン・ブロンデル

ステージドア・キャンティーン（英語: Stage Door Canteen）は、アメリカ合衆国および連合国の軍人のための娯楽施設。第二次世界大戦中、ニューヨークのシアター・ディストリクトにあるブロードウェイで操業していた。1942年にアメリカン・シアター・ウイング(ATW)により創立され、戦時中、出演者たちはその才能を活かして自主的にほとんど無報酬でアメリカ軍の士気を高めるため出演または参加していた。女優のネッダ・ハリガンおよびアメリカン・シアター・ウイングの共同創立者であるルイーズ・ハイムス・ベックとアントワネット・ペリーを含むアメリカン・シアター・ウイングを率いる複数の女性たちがステージドア・キャンティーン創立の重要な役割を担った。1942年3月2日、マンハッタンの西44番街216番地の44番街劇場の地下のリトル・クラブ跡地でステージドア・キャンティーンが開業して週7夜営業していた。
初日の公式来場者数は1,250人と見積もられ、200名の様々な女優がホステスを務め、75名の著名な俳優が給仕助手を務めた。
ステージドア・キャンティーンの人気により、全米そしてロンドンやパリにもキャンティーンが設立された。

## 営業
非番の軍人たちは食事が無料で提供され、ショーに加え、ホステスや女性出演者たちとダンスしたり、食事や家への手紙の執筆など様々な方法でリラックスする機会が与えられた。毎日夕方5時から深夜まで、コーヒー200ガロン(757リットル)、5千本のタバコが消費された。

## メディア
ステージドア・キャンティーンは1942年から1945年のCBSラジオのシリーズ番組や1943年の映画『ステージドア・キャンティーン』に着想を与えた。この映画はRKOパテスタジオがカリフォルニア州カルバーシティにあるスタジオでキャンティーンのセットを組み制作された。
映画『ロナルド・レーガンの陸軍中尉』(1943年)およびその原作となるブロードウェイ・ミュージカル版『『ロナルド・レーガンの陸軍中尉』(1942年)にはステージドア・キャンティーンのセットが使用された。どちらの版でもアール・オックスフォードが「"I Left My Heart at the Stage Door Canteen"」を歌った。この楽曲は、男性の多くがこの美しい女性たちと二度と会うことなく退店しなければならないと感じる束の間の愛を歌っている。この楽曲の最も人気の版はサミー・ケイおよびそのオーケストラの演奏でドン・コーネルの歌唱によるものであり、「ビルボード」誌のチャートで第2位を獲得した。

## 主な参加者、出演者

### A-B
- ルース・アーロンズ（英語版）[1]
- ブライアン・エイハーン（英語版）[1]
- バノイエ・アイシャンス[1]
- フランク・アルバネーゼ（英語版）[1]
- エレン・アルバティーニ・ダウ（英語版）[1]
- ジュディス・アレン（英語版）[1]
- ポーリン・アルパート[1]
- エイドリアン・エイムス（英語版）[1]
- エレイン・アンダーソン・スタインベック（英語版）[1]
- イヴ・アーデン（英語版）
- エイミー・アーネル（英語版）[1]
- ドン・アレス[1]
- ジャン＝ピエール・オーモン[1]
- ローレン・バコール
- ジム・バッカス[1]
- パール・ベイリー（英語版）
- ケニー・ベイカー（英語版）[1]
- ローズ・バントン（英語版）[1]
- タルラー・バンクヘッド
- ビリー・バンクス（英語版）[1]
- マーガレット・バナーマン（英語版）[1]
- ジョー・バーク[1]
- イリナ・バロノヴァ（英語版）[1]
- ロバート・R・バリー（英語版）[1]
- ダイアナ・バリモア[1]
- エセル・バリモア・コルト（英語版）[1]
- ジェイムス・バートン（英語版）[1]
- ジェイムス・K・バクスター（英語版）[1]
- フランク・ベレンス[1]
- ラルフ・ベラミー[1]
- コンスタンス・ベネット[1]
- ポーリーン・ベッツ[1]
- アーサー・ブレイク（英語版）[1]
- ジョーン・ブロンデル[1]
- レイ・ボルジャー
- マーガレット・ボンズ（英語版）[1]
- ヴィクター・ボーグ[1]
- ルザンナ・ボリス（英語版）[1]
- ベティ・ブリュワー（英語版）[1]
- ベリー・ブラザーズ（英語版）[1]
- ベティ・ブライアント（英語版）[1]
- ノーマン・バド（英語版）[1]
- ビリー・バーク[1]
- チャールズ・バターワース（英語版）[1]

### C
- モーリーン・キャノン（英語版）[1]
- ウナ・メイ・カーライル（英語版）[1]
- ジョン・キャラダイン
- アール・キャロル（英語版）[1]
- シド・キャトレット（英語版）[1]
- スタンリー・キャトロン[1]
- エセル・ケイヴ・コール[1]
- マーゲリット・チャップマン（英語版）[1]
- キャロル・チャニング
- ルシア・チェイス（英語版）[1]
- ジョージ・チャーチ[1]
- ハリー・クラーク（英語版）[1]
- タイニー・クラーク[1]
- モンゴメリー・クリフト
- マデレーン・クライヴ[1]
- イモジーン・コカ（英語版）[1]
- グラント・コード[1]
- オルガ・コエーリョ[1]
- エディ・コール（英語版）[1]
- ジャック・コール（英語版）[1]
- エミル・コールマン&オーケストラ[1]
- ブランチ・コリンズ[1]
- ジャック・コリンズ（英語版）[1]
- テッド・コリンズ（英語版）[1]
- ジェリー・コロンナ[1]
- ベティ・コムデン[1]
- ペリー・コモ[1]
- フランシス・コムストック[1]
- ウォルター・コンプトン（英語版）[1]
- コンドス・ブラザーズ（英語版）[1]
- ビリー・コン（英語版）[1]
- アーヴィング・コーン（英語版）[1]
- ナディン・コナー（英語版）[1]
- アン・コノリー（英語版）[1]
- レイ・コニフ[1]
- コンティネンタル・トリオ[1]
- メルヴィル・クーパー（英語版）[1]
- ジョン・フレデリック・クーツ（英語版）[1]
- ジョージ・コープランド（英語版）[1]
- ペギー・コーデイ[1]
- アーウィン・コーリー（英語版）[1]
- アン・コリオ[1]
- アイリーン・コーレット[1]
- キャサリン・コーネル
- ディオサ・コステロ（英語版）[1]
- ウィリアム・コトレル[1]
- アラン・コートニー[1]
- ダイアン・コートニー[1]
- ハーバート・カウアンズ（英語版）[1]
- ジーン・コイン（英語版）[1]
- クレスタ・ブランカ・カーニバル[1]
- シリル・クリッチロウ[1]
- ハロルド・クロマー（英語版）[1]
- ボブ・クローニン&NBCオーケストラ[1]
- ロイ・クロッパー[1]
- ミルトン・クロス（英語版）[1]
- マーガレット・カディ[1]
- ザビア・クガート[1]
- マリオン・カンボ（英語版）[1]
- フランク・カンクル[1]

### D
- ドナルド・デイム[1]
- リリー・ダミタ（英語版）[1]
- ダニー・ダニエルズ（英語版）[1]
- ヘレン・ダニエルズ[1]
- レス・デイモン（英語版）[1]
- エムリー・ダーシー[1]
- ジーン・ダレル[1]
- コレット・ダーヴィル（英語版）[1]
- ハワード・ダシルヴァ（英語版）[1]
- ベティ・デイヴィス[1]
- エヴリン・ドウ（英語版）[1]
- マーサ・ディーン（英語版）[1]
- ディープ・リバー・ボーイズ（英語版）[1]
- キャロル・デイス[1]
- アルバート・デッカー[1]
- ジャック・デレオン[1]
- デマルコ・シスターズ（英語版）[1]
- ジャック・ドメナセ（英語版）[1]
- クラーク・デニス[1]
- アニタ・デパルマ[1]
- クラランス・ダーウェント（英語版）[1]
- ロメロ・デスピリト[1]
- レジーニ・デヴィ（英語版）[1]
- アナマリー・ディッキー（英語版）[1]
- アーテラ・ディクソン[1]
- ミュリエル・ディクソン（英語版）[1]
- アダム&ジェーン・ディガタノ[1]
- トミー・ディクス[1]
- リー・ディクソン[1]
- ドリス・ドー[1]
- ビル・ドジェット（英語版）[1]
- アントン・ドーリン[1]
- アンクル・ドン（英語版）[1]
- ドリス・ドリー（英語版）[1]
- ジミー・ドーシー（英語版）[1]
- トミー・ドーシー[1]
- ラリー・ダグラス[1]
- ヘレン・ダウディ（英語版）[1]
- ジェシカ・ドラゴネット（英語版）[1]
- アルフレッド・ドレイク（英語版）[1]
- ルース・ドレイパー（英語版）[1]
- ヴァーノン・デューク[1]
- ラルフ・ダムキー[1]
- キャサリン・ダラム[1]
- アーティ・ダン[1]
- ジャック・ダンフィ（英語版）[1]
- ボブ・デュポン[1]
- ジャック・デュラン[1]
- エド・ダラシャー[1]
- エレノア・ダーキン[1]

### E-F
- エド・イースト[1]
- ダン・エクリー[1]
- テッド・エディ&オーケストラ[1]
- ドロシー・エドワーズ（英語版）[1]
- エディ・エドワーズ（英語版）[1]
- ジョン・エドワーズ（英語版）[1]
- ケント・エドワーズ（英語版）[1]
- レオ・エドワーズ（英語版）[1]
- ペニー・エドワーズ（英語版）[1]
- モーリス・アイゼンバーグ（英語版）[1]
- デューク・エリントン[1]
- レナード・エリオット（英語版）[1]
- エドウィナ・ユースティス・ディック（英語版）[1]
- ナネット・ファブレー（英語版）[1]
- リン・フォンタン（英語版）

### G-H
- ベティ・ギャレット[1]
- リリアン・ギッシュ[1]
- ベニー・グッドマン[1]
- ドロレス・グレイ（英語版）
- ヘレン・ヘイズ
- タイニー・ヒル・オーケストラ（英語版）[1]
- アルフレッド・ヒッチコック[1]
- セレステ・ホルム[1]
- ミリアム・ホプキンス
- レナ・ホーン
- ローレル・ハーリー（英語版）[1]

### I-K
- ホセ・イトゥルビ（英語版）[1]
- チャビー・ジャクソン[1]
- ディーン・ジャガー[1]
- ジョージ・ジェッセル[1]
- アイリーン・ジョーダン[1]
- チャンドラ・ケイリー&ダーサーズ[1]
- ウィリアム・カペル[1]
- マリア・カルニコワ（英語版）[1]
- ダニー・ケイ[1]
- サミー・ケイ[1]

### L-M
- バート・ラー
- キャロル・ランディス[1]
- ベティ・ロウフォード（英語版）[1]
- ガートルード・ローレンス[1]
- バート・リー（英語版）[1]
- ジプシー・ローズ・リー
- オスカー・ルヴァン（英語版）[1]
- エセル・レヴィ（英語版）[1]
- キャピー・ルイス[1]
- リベラーチェ[1]
- ベアトリス・リリー
- アルフレッド・ラント（英語版）
- ドワイト・マーフェルド[11]
- ジョージ・マーシュ（英語版）[11]
- メアリー・マーティン（英語版）
- キャサリン・マスティス[11]
- エセル・マーマン
- マリア・モンテス（英語版）[11]

### N-O
- コーネリア・オーティス・スキナー（英語版）[11]

### P-R
- ヴィンセント・プライス
- ジョン・レイト（英語版）
- グレゴリー・ラトフ（英語版）[11]
- マリサ・レガラス[11]

### S-T
- エイキム・タミロフ[11]
- ジョージ・タプス（英語版）[11]
- マリリン・テイラー・グリーソン[11]
- ジャン・テニソン（英語版）[11]
- ジョイス・テリー[11]
- ケイ・トンプソン（英語版）[11]
- ローレンス・ティベット[11]
- ソフィ・タッカー（英語版）[11]
- フランク・トゥーヒー（英語版）[11]
- ケイ・トゥーミー（英語版）[11]

### U-W
- フレッド・ウタル[11]
- マーガレット・ヴァルディ・カーティス[1]
- ヴィヴィアン・ヴァンス
- アストリッド・ヴァルナイ[11]
- エセル・ウォーターズ（英語版）
- バート・ウィーラー（英語版）
- ジューン・ウィンターズ（英語版）[12]
- シェリー・ウィンタース
- バリー・ウッド（英語版）[11]
- ペギー・ウッド（英語版）[11]
- バーバラ・ウッデル（英語版）[11]
- アイリーン・ウッズ[11]
- モンティ・ウーリー[11]
- WQXRシンフォニー・オーケストラ（英語版）[13]
- ベティ・ラッジ（英語版）[11]
- ソニヤ・ロンコウ[11]
- ジェーン・ワイマン[11]
- キーナン・ウィン[11]
- ナン・ウィン（英語版）[11]

### X-Z
- ベン・ヨスト[11]
- ロランド・ヤング（英語版）[11]
- ヘニー・ヤングマン（英語版）[11]
- アレクサンダー・ザーキン[11]
- ドン・ゼラヤ[11]
- ヴェラ・ゾリーナ[11]
- ジョージ・ゾリッチ（英語版）[11]